# Месалім
Месалім — цар (лугаль) стародавнього шумерського міста-держави Кіш. Його правління припадало приблизно на XXVI століття до н. е.
Імовірно, походив з еламського міста Авана. Хоч він і мав титул «лугаль Кіша», але, імовірно, насправді правителем власне Кіша не був. У кількох ранньодинастичних шумерських написах Месалім постає як гегемон, що стояв над правителями Адаба Нін-кісальсі, Лагаша Лугаль-шаг-енгура й Умми. Оскільки він як суверен визначив кордон між номами Лагашем та Уммою й на знак його непорушності поставив там свою пам'ятну стелу з написом.